# Katolički pogled na pobačaj
Katolički pogled na pobačaj je stav Katoličke Crkve, da ljudski život počinje začećem te ga treba poštovati i najbrižnije štititi. Papa Ivan Pavao II. u enciklici Evangelium Vitae, pobačaj naziva posebno teškim i žalosnim zločinom nad životom, jer se uništava ljudsko biće koje je toliko nevino, da ne može biti nevinije. Tko svojevoljno i svjesno sudjeluje u pobačaju, automatski je izopćen iz Katoličke Crkve i ako želi ponovno postati član Crkve mora tražiti ponovno primanje.
Rani crkveni oci poput sv. Jeronima, sv. Ivana Zlatoustog, sv. Klementa Aleksandrijskog i dr. protivili su se pobačaju.
U 13. stoljeću papa Inocent III. određuje, da plod postaje živo biće u trenutku kada se počinje pomicati u trbuhu pa pobačaj nakon tog razdoblja postaje ubojstvo, a prije toga se smatra manjim grijehom. Papa Grgur XIV. 1591. godine potvrđuje to stajalište i dodatno ga vremenski pojačava odredbom, da je pobačaj dopušten u prvih 116 dana od začeća. Siksto V. prvi je papa, koji je sve namjerne pobačaje proglasio ubojstvom. 
Papa Pio IX. 1869. godine donosi odluku o zabrani svih pobačaja. Na Drugom vatikanskom saboru pobačaj i ubojstvo djece prozvani su "nečuvenim zločinima". 
Majka Tereza na govoru prilikom dodjele Nobelove nagrade za mir 1979. godine izjavila je, da "najveći uništavač mira danas je krik nevinog, nerođenog djeteta. Kad jedna majka može u svom krilu ubiti svoje vlastito dijete, koji onda gori zločin još postoji od onoga da mi počnemo sami jedni druge ubijati?"
Papa Ivan Pavao II. mnogo je puta izrazio protivljenje pobačaju. O njemu je pisao i u enciklici Evangelium Vitae. Papa se zauzima za stav da ljudski život počinje od začeća te da taj život nije ni očev ni majčin, nego život novog ljudskog bića. Smatra se, da nikada ne bi postao čovjekom, ako to nije od prvog trenutka začeća. Zabranjuje se svaki čin koji dovodi do uništavanja ljudskog embrija. U enciklici se priznaje, da se majke ponekad nalaze u objektivnim teškoćama, zbog kojih se odlučuju na pobačaj. Premda se čini, da su uvjeti za život djeteta koje se ima roditi takvi da se čini da bi za njega bilo bolje da se ne rodi, takvi razlozi ipak ne mogu opravdati slobodno uništenje nedužnog ljudskog bića. Crkva priznaje da su mnoge žene koje su pobacile pri tome imale mučne i dramatične odluke te da im rane na duši još vjerojatno nisu zarasle. Poziva ih se na nadu i otvorenost pokajanju te traženju oprosta i od djeteta koje sada živi u Gospodinu. Crkva ne osuđuje žene, nego čin pobačaja. Papa je izjavio: "Prema tome, autoritetom koji je Krist predao Petru i njegovim nasljednicima, u zajedništvu s biskupima Katoličke Crkve potvrđujem da je izravno i namjerno ubojstvo nevinoga ljudskog bića uvijek teško nemoralno djelo." Budući, da Krist nikada nije osuđivao osobe, već zla djela, tako ni papa ne osuđuje jadne žene, muževe i liječničko osoblje, već osuđuje čin pobačaja. U enciklici navodi, da katolike ne obvezuju zakoni kojima se ozakonjuju pobačaj, eutanazija i bilo koje drugo ubojstvo nedužnih, već katolici imaju pravo protiviti se takvim zakonima, zbog prigovora savjesti. 
Papa Ivan Pavao II. proglasio je svetom Ivanu Berettu Mollu 2004. godine, koja je na svoj zahtjev rodila makar je bila u životoj opasnosti. Dijete je preživjelo, a ona je preminula nedugo nakon poroda. 
U srpnju 2006. Kongregacija za nauk vjere usprotivila se korištenju stanica iz tkiva pobačene djece za proizvodnju cjepiva, što su činile pojedine farmaceutske tvrtke. 

## Unutarnje poveznice
- Pobačaj
- Enciklika Evangelium Vitae
- Katolički pogled na kontracepciju
- Familiaris Consortio